# Arsenikförgiftningen i Bradford 1858
Arsenikförgiftningen i Bradford 1858 var en förgiftningsolycka i Bradford i Storbritannien. Den medförde att 20 personer avled och mer än 200 insjuknade, efter att ha ätit karameller som oavsiktligt hade förgiftats med arsenik.

## Förlopp

### Bakgrund
William Hardaker hade ett marknadsstånd i centrala Bradford, där han sålde sötsaker från lokala tillverkare. Inför Halloween köpte han 18 kilogram pepparmintkarameller från en karamellkokare, som han fick billigt eftersom de hade en mörkare färg än normalt.
Karamellkokaren hade skickat sin medhjälpare till det lokala apoteket för att köpa så kallad "daft" som han skulle dryga ut sockret med. På den tiden var socker dyrt så det var vanligt att man ersatte en del av det med gipspulver som kallades "daft". Eftersom apotekaren var sjuk så sköttes affären av hans assistent, och denne förväxlade gipspulvret med arseniktrioxid.

### Försäljning och tidiga förgiftningsfall
Hardaker provsmakade karamellerna. Trots att han mådde dåligt efteråt sålde han mer än två kilogram på kvällen den 30 oktober med god förtjänst.
Dagen efter dog två små barn av det man trodde var kolera, en vanlig sjukdom på den tiden. Läkaren John Henry Bell, som hade kallats  till en familj där tre familjemedlemmar hade insjuknat och två barn dött, var den förste som misstänkte förgiftning. Han upptäckte att hela familjen hade ätit karameller och skickade några till ett apotek för analys. Det visade sig att de innehöll stora mängder arsenik. En enda karamell kunde innehålla upp till ett gram arsenik, en flera gånger dödlig dos.

### Senare skede, följder
Fler och fler insjuknade, och polisen försökte varna folk genom att ringa i klockor på gatorna och trycka upp plakat med varningar. Åtgärderna räddade troligen många liv, men för de sju vuxna och tretton barn som avled och flera hundra som insjuknade kom de för sent. Apotekaren, hans assistent och karamellkokaren arresterades och ställdes inför domstol anklagade för dråp. Åklagaren lyckades dock inte visa att de brutit mot någon lag så alla frikändes.
Händelsen i Bradford sägs ha bidragit till att Storbritannien antog Pharmacy Act 1868, en lag om livsmedelstillsatser.